# Vaclav Eusebius von Lobkowitz

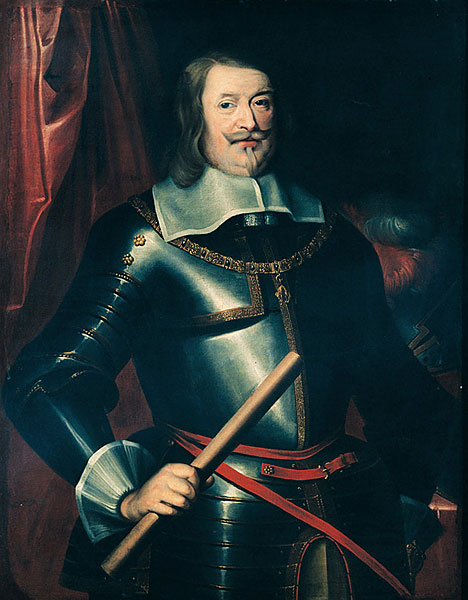
Książę Żagański Vaclav Eusebius von Lobkowitz

Vaclav Eusebius von Lobkowitz (ur. 30 stycznia 1609 w Roudnicy, zm. 22 kwietnia 1677) – austriacki mąż stanu, od 1669 r. pełnił funkcję pierwszego ministra na dworze cesarza Leopolda I Habsburga. Od 1646 r. książę żagański. 

## Życiorys
Vaclav Euzebius pochodził z czeskiego rodu szlachetnego Lobkowitzów, był synem kanclerza Zdeněka Vojtěcha Popiela von Lobkowitza i Polyxeny z Pernštejna. Był zapalonym zwolennikiem doktryny katolickiej. Dzięki sprytnym zabiegom udało mi się zgromadzić znaczny majątek w rodzinnej Roudnicy.
Po dokładnym szkoleniu, wstąpił do służby cesarskiej w 1631 roku, gdzie osiągnął stopień marszałka polnego, po czym skupił się na polityce i dyplomacji. W 1646 roku nabył Śląskie Księstwo Sagan (obecnie Żagań), które cesarz Ferdynand III Habsburg skonfiskował w 1634 po śmierci dowódcy cesarskiego Albrechta von Wallensteina. Był powiernikiem cesarza Leopolda I, a w 1657 został powołany na stanowisko Prezesa Hofratu. Choć jego rodzice, a szczególnie matka, byli pro-hiszpańscy, Vaclav Euzebius szukał sojuszników na dworze francuskim, a tym samym znalazł wielu wrogów wśród zwolenników hiszpańskich na dworze wiedeńskim. Ze względu na ich interwencje, popadł w niełaskę u cesarza, a w 1674 roku został aresztowany, posądzony o zdradę i osadzony w Raudnitzy, gdzie zmarł 3 lata później.

## Działania na rzecz Księstwa
Lobkowitz jako kolejny właściciel pałacu w Żaganiu podjął się w 1670 ukończenia jego budowy. To dzięki niemu i jego synowi oraz następcy Ferdniandowi Augustowi von Lobkovitzowi udało się dokończyć i ukształtować niemal ostateczny wygląd pałacu, który nazwany jest na ich cześć pałacem Lobkowitzów. Prace powierzono Antoniemu della Porcie, który stworzył projekt tak, aby pałac przypominał rodową siedzibę Lobkowitzów w Roudnicy. W rezultacie do roku 1693 powstało manierystyczno-barokowe założenie pałacowe istniejące do dziś.

## Życie prywatne
Václav Eusebius ożenił się po raz pierwszy 3 października 1638 z Johaną Myškovą ze Žlunic (1600–1650). Nie mieli dzieci.
Po raz drugi ożenił się 6 stycznia 1653 z Auguste Sophie von Pfalz-Sulzbach (1624–1682), córką księcia Augustusa von Sulzbacha. Mieli pięcioro dzieci, lecz pierwszy syn urodził się martwy (1654). Pozostałe dzieci to:
- Ferdinand August (1655–1715), książę żagański,
- Philipp Ferdinand Adalbert (1656–1659),
- Marie Hedwig Sophie (1658–1660),
- Franz Wilhelm (1659–1698).